# 鎌倉市立稲村ケ崎小学校
鎌倉市立稲村ケ崎小学校（かまくらしりつ いなむらがさきしょうがっこう）は、神奈川県鎌倉市極楽寺三丁目にある公立小学校である。

## 概要
鎌倉市の由比ガ浜海水浴場の西の丘陵地、海抜は20mを越えるところで、極楽寺や成就院や、明治40年に造られたという江ノ電の唯一のトンネルである「極楽洞」など、古都鎌倉の歴史的な名勝の近隣に位置する。
稲村ケ崎小学校は、生徒数増で教室数が不足する鎌倉市立第一小学校の校区を分割して設立された小学校である。校地は第一小学校から校区内で最も遠方の極楽寺が選ばれた。学校の建設予定地は桃畑であったため、正式名称が決定するまでは「桃園小学校」の仮名がつけられたが、その後一般からの校名募集により「稲村ケ崎小学校」の名がつけられた。
1948年に開校したものの当初は鎌倉市に校舎を建設する予算がなかったため、第一小学校の教室に間借りした。後に市民からの寄付で建設費用を捻出し、翌1949年7月7日に現在地の新校舎へと移転した。

## 沿革
（沿革節の主要な出典は公式サイト）
- 1948年（昭和23年）
  - 4月1日 - 鎌倉市大町久保41番地の鎌倉市立第一小学校内に併設される。
  - 9月1日 - 鎌倉市立第一小学校より分離し、開校。
  - 11月3日 - 本校徽章を制定。
- 1949年（昭和24年）
  - 7月7日 - 鎌倉市極楽寺3丁目2番3号の新校舎へ移転。
  - 11月28日 - 新校舎落成式挙行。
- 1952年（昭和27年）10月1日 - 第二運動場完成。
- 1958年（昭和33年）11月28日 - 創立10周年記念式典挙行。
- 1968年（昭和43年）11月10日 - 創立20周年記念行事挙行。
- 1976年（昭和51年）4月1日 - 鎌倉市立七里ガ浜小学校が分離し、開校。
- 1979年（昭和54年）10月23日 - 校舎全面改築工事。
- 1980年（昭和55年）
  - 8月31日 - 新校舎完成[4]。
  - 11月29日 - 新校舎落成式典挙行。
- 1981年（昭和56年）9月30日 - 第一運動場整備完了。
- 1982年（昭和57年）4月20日 - 第二運動場整備完了。
- 1997年（平成9年）
  - 3月31日 - 第二運動場改修工事完了。
  - 11月29日 - 創立50周年記念行事挙行。
- 1998年（平成10年）7月21日 - 放課後児童クラブ開設。
- 2005年（平成17年）4月1日 - 稲小こども園開園。
- 2006年（平成18年）4月1日 - 稲小つゆくさ園開園。
- 2007年（平成19年）6月1日 - 放課後子どもプラン事業「稲小らんらんスクール」開始。
- 2017年（平成29年）11月28日 - 創立70周年記念行事挙行。

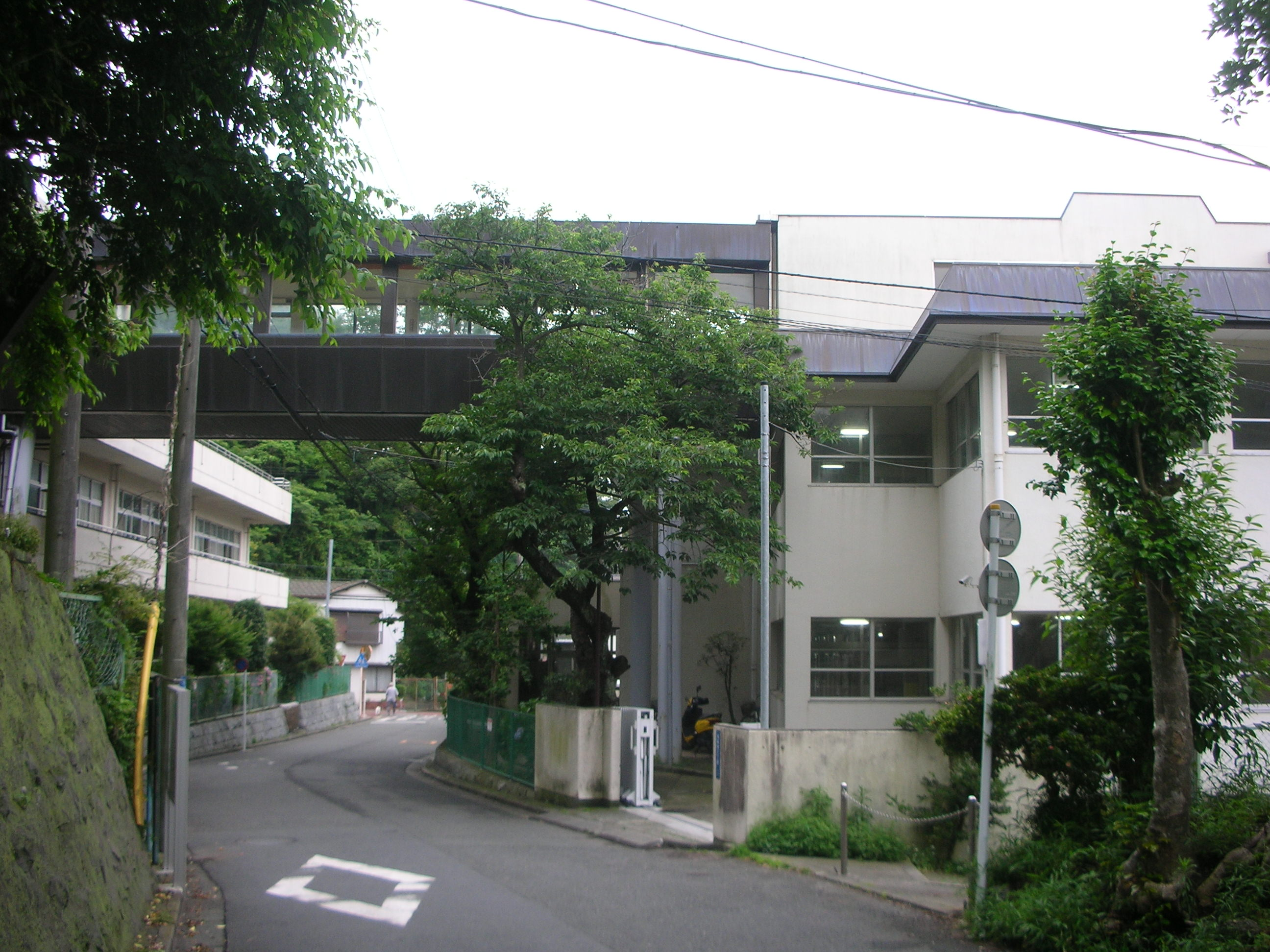
稲村ケ崎小学校は道路の両側に渡れるよう立体交差の通路があるのが特徴

## 教育目標
- 学びあい、ささえあい、高めあう子の育成

## アクセス
- 江ノ島電鉄線極楽寺駅から、徒歩約275m・約5分（直線距離では、駅から校舎まで約170mほどだが、道路の関係で、若干の遠廻りとなる）。